# 퓌르스텐펠트군

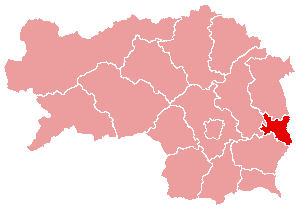
퓌르스텐펠트군의 위치

퓌르스텐펠트군(독일어: Bezirk Fürstenfeld)은 과거 오스트리아 슈타이어마르크주에 존재했던 군으로 행정 중심지는 퓌르스텐펠트이며 면적은 263.82km2, 인구는 23,001명(2001년 기준), 인구 밀도는 81명/km2이다.
북쪽으로는 하르트베르크군, 서쪽으로는 바이츠군, 남쪽으로는 펠트바흐군, 동쪽으로는 부르겐란트주 예너스도르프군, 귀싱군과 접했다. 2013년 1월 1일에 하르트베르크군과 퓌르스텐펠트군이 하르트베르크퓌르스텐펠트군으로 합병되면서 폐지되었다.

## 하위 행정 구역
1개 도시, 2개 시장도시, 11개 일반 시를 관할했다.
- 도시
  - 퓌르스텐펠트(Fürstenfeld)
- 시장도시
  - 부르가우(Burgau)
  - 일츠(Ilz)
- 일반 시
  - 알텐마르크트바이퓌르스텐펠트(Altenmarkt bei Fürstenfeld)
  - 바트블루마우(Bad Blumau)
  - 그로스슈타인바흐(Großsteinbach)
  - 그로스빌퍼스도르프(Großwilfersdorf)
  - 하이너스도르프(Hainersdorf)
  - 로이퍼스도르프바이퓌르스텐펠트(Loipersdorf bei Fürstenfeld)
  - 네스텔바흐임일츠탈(Nestelbach im Ilztal)
  - 오텐도르프안데어리트샤인(Ottendorf an der Rittschein)
  - 죄하우(Söchau)
  - 슈타인(Stein)
  - 위버스바흐(Übersbach)